# Gurnard
Gurnard is een civil parish in de unitary authority Wight, in het Engelse graafschap Wight. De civil parish telt 1682 inwoners.
In de nabijheid heeft de fortificatie Gurnard Fort gelegen.
Arreton · Bembridge · Brading · Brighstone · Calbourne · Chale · Cowes · East Cowes · Fishbourne · Freshwater · Gatcombe · Godshill · Gurnard · Havenstreet and Ashey · Lake · Nettlestone and Seaview · Newchurch · Newport · Niton and Whitwell · Northwood · Rookley · Ryde · Sandown · Shalfleet · Shanklin · Shorwell · St Helens · Totland · Ventnor · Whippingham · Wootton Bridge · Wroxall · Yarmouth